# Campionatul Mondial de Fotbal 2030
Campionatul Mondial de Fotbal 2030 va fi cea de-a 24-a ediție a Campionatului Mondial, o competiție internațională organizată odată la 4 ani pentru asociațiile de fotbal masculin care sunt membre la FIFA. Acest eveniment va marca sfârșitul primului secol al Cupei Mondiale. Pentru prima dată, trei țări de pe două continente vor fi gazdele competiției, Spania, Portugalia și Maroc fiind țările gazdă. În plus, Argentina, Paraguay și Uruguay vor găzdui meciurile de deschidere ale turneului.

## Selectarea gazdei
FIFA a lansat procesul de licitație la începutul lui 2022. Cum gazdele edițiilor din 2022, respectiv 2026 au fost decise, Cupa Mondială din 2030 nu poate fi găzduită de un membru al AFC sau CONCACAF.
Gazdele trebuie să aibă cel puțin paisprezece stadioane cu toate locurile, cu o capacitate de 40.000 de locuri, un minim de șapte fiind preexistente. Meciul de deschidere și finala trebuie să aibă loc pe un stadion de 80.000 de locuri, în timp ce semifinalele trebuie să aibă loc pe un stadion de 60.000 de locuri. Gazdele trebuie să aibă, de asemenea, cel puțin 72 de opțiuni de antrenament adecvate pentru cantonamentele de bază ale echipelor, patru opțiuni adecvate de locuri de antrenament specifice locației pe stadion, în plus față de două opțiuni de antrenament adecvate pentru cantonamentele de bază ale arbitrilor, toate cu cazare adecvată. Consiliul FIFA reglementează, de asemenea, cerințele referitoare la site-urile de difuzare, site-urile de evenimente legate de competiții, precum și cazare. În plus, sustenabilitatea, protecția mediului și drepturile omului vor fi, de asemenea, factori considerați de consiliu, alături de sprijinul guvernamental, modelul organizatoric care urmează să fie utilizat, pe lângă prevederile pentru înființarea unui „fond moștenire”.

## Potențiale stadioane
† Indică stadionul folosit pentru o Cupă Mondială anterioară (doar Spania)
⋆ Stadioane planificate să fie construite
+ Stadioane care vor intra în renovare
| Barcelona                               | Barcelona                               | Barcelona                                                               | Madrid                                                                  | Madrid | Lisabona | Lisabona                        |
| --------------------------------------- | --------------------------------------- | ----------------------------------------------------------------------- | ----------------------------------------------------------------------- | --- | --- | ------------------------------- |
| Camp Nou † +                            | Camp Nou † +                            | RCDE Stadium                                                            | Santiago Bernabéu † +                                                   | Estadio Metropolitano | Estádio da Luz | Estádio José Alvalade           |
| Capacity: 99,354 Expandable to: 105,000 | Capacity: 99,354 Expandable to: 105,000 | Capacity: 40,000                                                        | Capacity: 84,744                                                        | Capacity: 70,460 | Capacity: 64,642 | Capacity: 50,095                |
|                                         |                                         |                                                                         |                                                                         | | |                                 |
| Valencia                                | Montevideo                              | AsunciónBuenos AiresMontevideo Cupa Mondială FIFA 2030 (America de Sud) | AsunciónBuenos AiresMontevideo Cupa Mondială FIFA 2030 (America de Sud) | BarcelonaBilbaoMadridSevillaValenciaLisabonaPortoSan SebastianVigoZaragozaMálagaMurciaLa CoruñaGijón Cupa Mondială FIFA 2030 (Iberia) CasablancaRabatAgadirMarrakeshFesTangier Cupa Mondială FIFA 2030 (Maroc) | BarcelonaBilbaoMadridSevillaValenciaLisabonaPortoSan SebastianVigoZaragozaMálagaMurciaLa CoruñaGijón Cupa Mondială FIFA 2030 (Iberia) CasablancaRabatAgadirMarrakeshFesTangier Cupa Mondială FIFA 2030 (Maroc) | Sevilla                         |
| Nou Mestalla +                          | Centenario                              | AsunciónBuenos AiresMontevideo Cupa Mondială FIFA 2030 (America de Sud) | AsunciónBuenos AiresMontevideo Cupa Mondială FIFA 2030 (America de Sud) | BarcelonaBilbaoMadridSevillaValenciaLisabonaPortoSan SebastianVigoZaragozaMálagaMurciaLa CoruñaGijón Cupa Mondială FIFA 2030 (Iberia) CasablancaRabatAgadirMarrakeshFesTangier Cupa Mondială FIFA 2030 (Maroc) | BarcelonaBilbaoMadridSevillaValenciaLisabonaPortoSan SebastianVigoZaragozaMálagaMurciaLa CoruñaGijón Cupa Mondială FIFA 2030 (Iberia) CasablancaRabatAgadirMarrakeshFesTangier Cupa Mondială FIFA 2030 (Maroc) | La Cartuja                      |
| Capacity: 70,000                        | Capacity: 60,000                        | AsunciónBuenos AiresMontevideo Cupa Mondială FIFA 2030 (America de Sud) | AsunciónBuenos AiresMontevideo Cupa Mondială FIFA 2030 (America de Sud) | BarcelonaBilbaoMadridSevillaValenciaLisabonaPortoSan SebastianVigoZaragozaMálagaMurciaLa CoruñaGijón Cupa Mondială FIFA 2030 (Iberia) CasablancaRabatAgadirMarrakeshFesTangier Cupa Mondială FIFA 2030 (Maroc) | BarcelonaBilbaoMadridSevillaValenciaLisabonaPortoSan SebastianVigoZaragozaMálagaMurciaLa CoruñaGijón Cupa Mondială FIFA 2030 (Iberia) CasablancaRabatAgadirMarrakeshFesTangier Cupa Mondială FIFA 2030 (Maroc) | Capacity: 60,721                |
|                                         | borde                                   | AsunciónBuenos AiresMontevideo Cupa Mondială FIFA 2030 (America de Sud) | AsunciónBuenos AiresMontevideo Cupa Mondială FIFA 2030 (America de Sud) | BarcelonaBilbaoMadridSevillaValenciaLisabonaPortoSan SebastianVigoZaragozaMálagaMurciaLa CoruñaGijón Cupa Mondială FIFA 2030 (Iberia) CasablancaRabatAgadirMarrakeshFesTangier Cupa Mondială FIFA 2030 (Maroc) | BarcelonaBilbaoMadridSevillaValenciaLisabonaPortoSan SebastianVigoZaragozaMálagaMurciaLa CoruñaGijón Cupa Mondială FIFA 2030 (Iberia) CasablancaRabatAgadirMarrakeshFesTangier Cupa Mondială FIFA 2030 (Maroc) |                                 |
| Bilbao                                  | Buenos Aires                            | AsunciónBuenos AiresMontevideo Cupa Mondială FIFA 2030 (America de Sud) | AsunciónBuenos AiresMontevideo Cupa Mondială FIFA 2030 (America de Sud) | BarcelonaBilbaoMadridSevillaValenciaLisabonaPortoSan SebastianVigoZaragozaMálagaMurciaLa CoruñaGijón Cupa Mondială FIFA 2030 (Iberia) CasablancaRabatAgadirMarrakeshFesTangier Cupa Mondială FIFA 2030 (Maroc) | BarcelonaBilbaoMadridSevillaValenciaLisabonaPortoSan SebastianVigoZaragozaMálagaMurciaLa CoruñaGijón Cupa Mondială FIFA 2030 (Iberia) CasablancaRabatAgadirMarrakeshFesTangier Cupa Mondială FIFA 2030 (Maroc) | Porto                           |
| San Mamés                               | Antonio Vespucio Liberti                | AsunciónBuenos AiresMontevideo Cupa Mondială FIFA 2030 (America de Sud) | AsunciónBuenos AiresMontevideo Cupa Mondială FIFA 2030 (America de Sud) | BarcelonaBilbaoMadridSevillaValenciaLisabonaPortoSan SebastianVigoZaragozaMálagaMurciaLa CoruñaGijón Cupa Mondială FIFA 2030 (Iberia) CasablancaRabatAgadirMarrakeshFesTangier Cupa Mondială FIFA 2030 (Maroc) | BarcelonaBilbaoMadridSevillaValenciaLisabonaPortoSan SebastianVigoZaragozaMálagaMurciaLa CoruñaGijón Cupa Mondială FIFA 2030 (Iberia) CasablancaRabatAgadirMarrakeshFesTangier Cupa Mondială FIFA 2030 (Maroc) | Estádio do Dragão               |
| Capacity: 53,289                        | Capacity: 83,000                        | AsunciónBuenos AiresMontevideo Cupa Mondială FIFA 2030 (America de Sud) | AsunciónBuenos AiresMontevideo Cupa Mondială FIFA 2030 (America de Sud) | BarcelonaBilbaoMadridSevillaValenciaLisabonaPortoSan SebastianVigoZaragozaMálagaMurciaLa CoruñaGijón Cupa Mondială FIFA 2030 (Iberia) CasablancaRabatAgadirMarrakeshFesTangier Cupa Mondială FIFA 2030 (Maroc) | BarcelonaBilbaoMadridSevillaValenciaLisabonaPortoSan SebastianVigoZaragozaMálagaMurciaLa CoruñaGijón Cupa Mondială FIFA 2030 (Iberia) CasablancaRabatAgadirMarrakeshFesTangier Cupa Mondială FIFA 2030 (Maroc) | Capacity: 50,033                |
|                                         |                                         | AsunciónBuenos AiresMontevideo Cupa Mondială FIFA 2030 (America de Sud) | AsunciónBuenos AiresMontevideo Cupa Mondială FIFA 2030 (America de Sud) | BarcelonaBilbaoMadridSevillaValenciaLisabonaPortoSan SebastianVigoZaragozaMálagaMurciaLa CoruñaGijón Cupa Mondială FIFA 2030 (Iberia) CasablancaRabatAgadirMarrakeshFesTangier Cupa Mondială FIFA 2030 (Maroc) | BarcelonaBilbaoMadridSevillaValenciaLisabonaPortoSan SebastianVigoZaragozaMálagaMurciaLa CoruñaGijón Cupa Mondială FIFA 2030 (Iberia) CasablancaRabatAgadirMarrakeshFesTangier Cupa Mondială FIFA 2030 (Maroc) |                                 |
| Murcia                                  | Luque                                   | AsunciónBuenos AiresMontevideo Cupa Mondială FIFA 2030 (America de Sud) | AsunciónBuenos AiresMontevideo Cupa Mondială FIFA 2030 (America de Sud) | BarcelonaBilbaoMadridSevillaValenciaLisabonaPortoSan SebastianVigoZaragozaMálagaMurciaLa CoruñaGijón Cupa Mondială FIFA 2030 (Iberia) CasablancaRabatAgadirMarrakeshFesTangier Cupa Mondială FIFA 2030 (Maroc) | BarcelonaBilbaoMadridSevillaValenciaLisabonaPortoSan SebastianVigoZaragozaMálagaMurciaLa CoruñaGijón Cupa Mondială FIFA 2030 (Iberia) CasablancaRabatAgadirMarrakeshFesTangier Cupa Mondială FIFA 2030 (Maroc) | Gijón                           |
| Nueva Condomina +                       | Estadio Conmebol                        | AsunciónBuenos AiresMontevideo Cupa Mondială FIFA 2030 (America de Sud) | AsunciónBuenos AiresMontevideo Cupa Mondială FIFA 2030 (America de Sud) | BarcelonaBilbaoMadridSevillaValenciaLisabonaPortoSan SebastianVigoZaragozaMálagaMurciaLa CoruñaGijón Cupa Mondială FIFA 2030 (Iberia) CasablancaRabatAgadirMarrakeshFesTangier Cupa Mondială FIFA 2030 (Maroc) | BarcelonaBilbaoMadridSevillaValenciaLisabonaPortoSan SebastianVigoZaragozaMálagaMurciaLa CoruñaGijón Cupa Mondială FIFA 2030 (Iberia) CasablancaRabatAgadirMarrakeshFesTangier Cupa Mondială FIFA 2030 (Maroc) | El Molinón † +                  |
| Capacity: 31,179 Expandable to: 42,000  | Capacity: 60,000                        | AsunciónBuenos AiresMontevideo Cupa Mondială FIFA 2030 (America de Sud) | AsunciónBuenos AiresMontevideo Cupa Mondială FIFA 2030 (America de Sud) | BarcelonaBilbaoMadridSevillaValenciaLisabonaPortoSan SebastianVigoZaragozaMálagaMurciaLa CoruñaGijón Cupa Mondială FIFA 2030 (Iberia) CasablancaRabatAgadirMarrakeshFesTangier Cupa Mondială FIFA 2030 (Maroc) | BarcelonaBilbaoMadridSevillaValenciaLisabonaPortoSan SebastianVigoZaragozaMálagaMurciaLa CoruñaGijón Cupa Mondială FIFA 2030 (Iberia) CasablancaRabatAgadirMarrakeshFesTangier Cupa Mondială FIFA 2030 (Maroc) | Capacity: 29,029 To be expanded |
|                                         |                                         | AsunciónBuenos AiresMontevideo Cupa Mondială FIFA 2030 (America de Sud) | AsunciónBuenos AiresMontevideo Cupa Mondială FIFA 2030 (America de Sud) | BarcelonaBilbaoMadridSevillaValenciaLisabonaPortoSan SebastianVigoZaragozaMálagaMurciaLa CoruñaGijón Cupa Mondială FIFA 2030 (Iberia) CasablancaRabatAgadirMarrakeshFesTangier Cupa Mondială FIFA 2030 (Maroc) | BarcelonaBilbaoMadridSevillaValenciaLisabonaPortoSan SebastianVigoZaragozaMálagaMurciaLa CoruñaGijón Cupa Mondială FIFA 2030 (Iberia) CasablancaRabatAgadirMarrakeshFesTangier Cupa Mondială FIFA 2030 (Maroc) |                                 |
| Málaga                                  | Málaga                                  | Zaragoza                                                                | Vigo                                                                    | La Coruña | Las Palmas | San Sebastián                   |
| La Rosaleda † +                         | La Rosaleda † +                         | La Romareda † +                                                         | Balaídos † +                                                            | Riazor † + | Estadio Gran Canaria + | Anoeta Stadium                  |
| Capacity: 30,044 Expandable to: 45,000  | Capacity: 30,044 Expandable to: 45,000  | Capacity: 33,608 Expandable to: 42,500                                  | Capacity: 29,000 Expandable to: 41,900                                  | Capacity: 32,660 Expandable to: 48,000 | Capacity: 32,392 Expandable to: 44,682 | Capacity: 40,000                |
|                                         |                                         |                                                                         |                                                                         | | |                                 |
| Casablanca                              | Casablanca                              | Rabat                                                                   | Tangier                                                                 | Agadir | Marrakech | Fes                             |
| Grand Stade de Casablanca *             | Grand Stade de Casablanca *             | Stadionul Moulay Abdellah +                                             | Stadionul Ibn Batouta +                                                 | Stadionul Adrar + | Stadionul Marrakesh + | Stadionul Fes +                 |
| Capacity: 93,000                        | Capacity: 93,000                        | Capacity: 53,000 Expandable to: 69,500                                  | Capacity: 65,000 Expandable to: 88,000                                  | Capacity: 45,480 Expandable to: 70,000 | Capacity: 45,240 | Capacity: 45,000                |
|                                         |                                         |                                                                         |                                                                         | | |                                 |

## Echipe

### Calificări
Toate cele șașe gazde sunt automat calificate la Cupa Mondială.
     Echipe calificate pentru Cupa Mondială
     Echipe ale cărei proces de calificare nu s-a decis încă
     Echipele nu au reușit să se califice pentru Cupa Mondială
     Echipe retrase sau suspendate
     Nu este membru FIFA
UEFA (2)
- Spania (co-gazdă)
- Portugalia (co-gazdă)

CAF (1)
- Maroc (co-gazdă)

CONMEBOL (3)

Echipe calificate pentru Cupa Mondială
Echipe ale cărei proces de calificare nu s-a decis încă
Echipele nu au reușit să se califice pentru Cupa Mondială
Echipe retrase sau suspendate
Nu este membru FIFA

- Argentina (co-gazda meciului inaugural)
- Paraguay (co-gazda meciului inaugural)
- Uruguay (co-gazda meciului inaugural)

## Candidaturi

### Spania–Portugalia–Maroc
După doi ani de discuții între Federația Regală Spaniolă de Fotbal și Federația Portugheză de Fotbal, cele două federații au anunțat în octombrie 2020 că plănuiesc să candideze. Acordul a fost ratificat de către președinții ambelor federații în luna iunie din anul următor, și a obținut sprijinul șefilor de stat și guvern ai ambelor țări. Asociația de Fotbal a Ucrainei s-a alăturat în octombrie 2022 ca potențială gazdă pentru meciurile din faza grupelor din timpul turneului, în ciuda invaziei Rusiei în desfășurare. Sprijinită de CAF, Federația Regală Marocană de Fotbal, care inițial anunțase o candidatură independentă, s-a alăturat de asemenea Spaniei și Portugaliei pentru o candidatură comună în martie 2023.
Spania a mai găzduit Cupa Mondială din 1982, Europeanul din 1964, și a fost co-gazdă a Europeanului din 2020, Portugalia a găzduit Europeanul din 2004, Ucraina a co-găzduit Europeanul din 2012, în timp ce Marocul a găzduit AFCON 1988 și WAFCON 2022. Cincisprezece locații potențiale din treisprezece orașe din Spania peninsulară și Insulele Canare au fost selectate cu intenția de a selecta până la unsprezece locuri pentru turneu, Stadionul Santiago Bernabéu din Madrid ar putea găzdui meciul de deschidere și finala turneului. Pentru licitație au fost selectate șase locații din Maroc, inclusiv cinci locații existente și un nou stadion cu 93.000 de locuri. Fouzi Lekjaa, președintele Federației Regale Marocane de Fotbal și-a declarat intenția ca finala să se dispute la Casablanca. El a adăugat că cele trei federații din Maroc, Spania și Portugalia se vor reuni pe 18 octombrie pentru a discuta despre programarea meciurilor de la Cupa Mondială.

### Uruguay–Argentina–Chile–Paraguay
Asociațiile de Fotbal ale Argentinei și Uruguayului au anunțat în iulie 2017 că intenționează să candideze, urmând niște ani de planificare, sărbătorind centenarul primei Cupe Mondiale găzduite de Uruguay în 1930, și bicentenarul primei constituții a țării. Jucătorii echipei naționale Luis Suárez din Uruguay și Lionel Messi din Argentina au prezentat tricouri comemorative care promovau candidatura la o conferință de presă foarte mediatizată în septembrie. Ulterior, Federația Paraguayană de Fotbal s-a alăturat candidaturii în octombrie, în timp ce Federația de Fotbal din Chile s-a alăturat în februarie 2019. Argentina, Chile, Paraguay și Uruguay au găzduit Copa América. Argentina, Chile și Uruguay au găzduit Cupa Mondială FIFA, în timp ce Argentina și Chile au găzduit Copa América Femenina. Optsprezece stadioane din treisprezece orașe gazdă sunt considerate locații pentru turneu: șaisprezece locuri existente și un stadion nou în Luque, Paraguay, unde se află sediul CONMEBOL.

## Candidaturi abandonate

### Egipt-Grecia-Arabia Saudită
În prezent, un membru AFC nu poate găzdui ediția din 2030, deoarece Qatar a găzduit ediția din 2022. În orice caz, președintele FIFA Gianni Infantino a ridicat posibilitatea ca regula să se schimbe permițând țărilor din Asia să candideze. Arabia Saudită a plănuit o candidatură intercontinentală alături de Grecia, membru UEFA, și Egipt, membru CAF, după ce a mai luat în considerare o candidatură alături de Maroc și Italia. Candidatura inițială a Greciei era alături de Bulgaria, România și Serbia pentru Europeanul din 2028 și Mondialul din 2030. În ciuda aprobării guvernelor țărilor, care a culminat cu anunțul licitației în februarie 2019 și a unui memorandum de înțelegere semnat în aprilie, oferta a fost abandonată în 2022, când Grecia s-a alăturat Arabiei Saudite. Arabia Saudită a căutat să-și dezvolte relațiile diplomatice și militare cu Grecia și s-a oferit să finanțeze construcția de noi stadioane în Grecia pentru turneu. Propunerea a atras controverse pentru acuzațiile de spălare de imagine prin sport, a recordului sărac al drepturilor omului al Arabiei Saudite și a climatului nefavorabil de vară al țării. Ministrul sportului din Egipt, Ashraf Sobhy, și președintele Asociației Egiptene de Fotbal, Hany Abo Rida, și-au exprimat amândoi interesul de a găzdui, dar în aprilie 2023, Sobhy a dezvăluit că Egiptul nu plănuia o ofertă. Până în iunie, planificarea ofertei a încetat. Pe 1 septembrie 2023, presa a raportat că Arabia Saudită își va schimba focalizarea la Cupa Mondială de la o ofertă comună pentru ediția din 2030 la o ofertă unică pentru ediția din 2034.

### Regatul Unit-Irlanda
Încă din 2015, Asociația de Fotbal Engleză (FA) și-a exprimat interesul de-a candida. UEFA a aprobat o posibilă candidatură pan-britanică, președintele Aleksander Čeferin a considerat că candidatura britanică este cea mai „înțeleaptă” opțiune de a consolida eforturile de realizare a unei Cupe Mondiale găzduite de Europa. În cele din urmă, FA s-a angajat într-o ofertă pan-britanică în 2018, alăturându-se cu asociațiile de fotbal din Scoția, care au căutat o oportunitate de a reamenaja Hampden Park, Țara Galilor și Irlanda de Nord. Asociația de fotbal a Republicii Irlanda s-a alăturat și la sfârșitul anului 2018. Propunerea s-a bucurat de un sprijin politic larg din partea Parlamentului Britanic, care a rezervat ulterior 2,8 milioane de lire sterline pentru o potențială ofertă, și a guvernelor Republicii Irlanda, Scoției, Țării Galilor și Irlandei de Nord. Cu toate acestea, în ianuarie 2022, cele cinci asociații de fotbal au anunțat că vor licita în schimb să găzduiască Euro 2028, ceea ce a dus la abandonarea candidaturii pentru Cupa Mondială la scurt timp după.

### Alte candidaturi
Politicianul camerunez Joshua Osih a făcut o potențială ofertă comună cu țările vecine din Africa Centrală, ca parte a campaniei sale eșuate pentru alegerile prezidențiale din 2018, care a atras interesul din Angola, Republica Centrafricană, Republica Congo, Republica Democrată Congo, Gabon și Nigeria. Președintele sud-coreean, Moon Jae-in, și-a exprimat speranța că o Cupă Mondială găzduită în comun de Coreea de Nord și de Sud ar contribui la îmbunătățirea relațiilor din regiune; Asociația de Fotbal din Coreea va extinde ulterior o ofertă de co-găzduire către China și Japonia, cu aprobarea lui Moon. În plus, președinții Columbiei, Ecuadorului și Peruului și-au anunțat public intențiile de a depune o ofertă comună, Federația de Fotbal din Australia a explorat o ofertă cu șeful licitației Sydney 2000, Rod McGeoch, iar UNAF a aprobat orice potențială ofertă comună nord-africană. Niciunul dintre aceste eforturi nu a dus la licitații și candidaturi.